# دانشگاه گرینیچ
دانشگاه گرینیچ یکی از دانشگاههای انگلستان است. این دانشگاه از قدیمی‌ترین دانشگاه‌های این کشور است. این دانشگاه در سال ۱۸۹۰ تأسیس شد.

## پردیس‌های دانشگاه گرینویچ
- پردیس آوری هیل
- پردیس گرینویچ
- پردیس مدوی